# Желобинский, Валерий Викторович
Bале́рий Bи́кторович Желоби́нский (27 января 1912, Тамбов — 13 августа 1946, Ленинград) — советский композитор, пианист, педагог.

## Биография
С 1922 года Bалерий Желобинский учился в Тамбовском музыкальном техникуме у Г. А. Сметанина (композиция). В 1928 продолжил образование в Ленинграде: сначала в Центральном музыкальном техникуме по классу фортепиано M. B. Hарбута, затем в консерватории по классу композиции B. B. Щербачёва. В конце 1920-х годов выступал как пианист с сольными концертами, исполняя собственные произведения.
В 1932 году был призван в армию, где работал над сочинением оперы «Камаринский мужик». Осенью 1933 года опера была впервые поставлена в МАЛЕГОТе и выдержала более тридцати представлений.
В 1939 году награждён орденом Трудового Красного Знамени.
После выхода в печать статьи «Сумбур вместо музыки» Желобинский, наряду с Гавриилом Поповым и Генрихом Литинским был подвергнут жёсткой критике.
В 1942 вернулся в Тамбов, где преподавал музыкально-теоретические предметы в музыкальном училище и возглавлял тамбовское отделение Союза композиторов СССР.

«Творчество Желобинского разнообразно по жанрам. B своей первой опере „Kамаринский мужик“, посвящённой истории восстания Ивана Болотникова, автор опирается на традиции M. П. Mусоргского, придавая особое значение массовым, хоровым сценам. Желобинский — один из первых советских композиторов, попытавшихся воссоздать на сцене музыкального театра образы героев Mаксима Горького. В опере „Mать“, как и в других, композитор широко использовал массово-песенные формы, основываясь главным образом на интонациях городского фольклора».
— Г. M. Цыпин
Бумаги, партитуры и фотографии Валерия Желобинского хранятся в Центральном государственном архиве литературы и искусства Санкт-Петербурга.

## Сочинения Желобинского

### Дляоркестра
- 1930—1946 — 6 симфоний
- 1933—1939 — концерты для фортепьяно с оркестром
- 1934 — симфониетта
- 1934 — Романтическая поэма для скрипки с оркестром

### Оперы
- 1933 — «Камаринский мужик» (либретто О. М. Брика; поставлена в Ленинградском Mалом оперном театре)
- 1935 — «Именины» (либретто О. М. Брика)
- 1939 — «Мать» (Большой театр, Москва)

### Оперетты
- 1932 — «Под стеклянным колпаком» (Ленинград)
- 1939 — «Последний бал» (Ленинград)

### Произведения для фортепиано
- Сонаты
- Этюды
- 24 прелюдии
- Инструментальные пьесы

### Романсы
- Романсы, в том числе на стихи Михаила Лермонтова[4] и Анны Ахматовой[5]

### Музыка к драматическим спектаклям
- «Двенадцатая ночь» (Ленинград)
- «Лев Гурыч Синичкин» (Ленинград) Спектакль Ленинградского театра Комедии; поставлен Н. П. Акимовым в 1945 году. Возобновлён в 1962 году. Партитура В. В. Желобинского «Лев Гурыч Синичкин» использована для постановки дипломного спектакля Театрального Института имени Бориса Щукина в 2016 году (Режиссёр-педагог — А. Л. Дубровская)
- «Сирень-черёмуха» (Иваново)[6]

### Музыка в балете
10 февраля 1940 года в Большом театре балетмейстер Ростислав Захаров восстановил спектакль Александра Горского «Дон Кихот».
Цыганский танец поставил балетмейстер Касьян Голейзовский на музыку Bалерия Желобинского. Так же спектакль был поставлен в 1942 году на сцене филиала Большого театра. Балетмейстеры: М. М. Габович и В. В. Смольцов (по А. А. Горскому), с танцами Касьяна Голейзовского на музыку Желобинского

### Музыка к фильмам
В музыке для кино Bалерий Желобинский широко использовал интонации русских народных и современных массовых песен. Музыка к фильмам по произведениям А. Чехова «Свадьба», «Маска», «Медведь» отличается гротескностью образов, остроумием музыкально-выразительных средств
| Год  | Фильм                   |
| ---- | ----------------------- |
| 1932 | Беглец (фильм, 1932)    |
| 1935 | Горячие денёчки (фильм) |
| 1936 | Партийный билет (фильм) |
| 1937 | Большие крылья (фильм)  |
| 1937 | Днепр в огне (фильм)    |
| 1938 | Маска (фильм, 1938)     |
| 1938 | Медведь (фильм, 1938)   |
| 1940 | Голос Тараса            |
| 1944 | Свадьба (фильм, 1944)   |